# Острів Рейнеке (Японське море)
О́стрів Ре́йнеке (рос. Остров Рейнеке) — невеликий острів в затоці Петра Великого Японського моря. Знаходиться за 490 м на південний схід від острова Попова (мис Лікандера), від якого відмежований протокою Лікандера. Адміністративно належить до Первомайського району Владивостока Приморського краю Росії.
Все населення мешкає в єдиному селищі Рейнеке.

## Географія
Острів компактної квадратної форми з невеликими видовження на вершинах. Протяжність із заходу на схід 3,5 км, з півночі на південь — 3 км. Рельєф острова переважно низькогірний, характерні стрімкі схили до моря, зустрічаються ділянки низинних берегів з лагунами та лагунними озерами. Берегова смуга порізана слабко, її протяжність становить 11,8 км.
Наявність пляжів та мальовничих скелястих берегів, невеликі бухти, багатство морської флори та фауни роблять острів привабливим для туристів. В серпні їх тут буває від 500 до 1000 осіб. На острові поширена лучна рослинність, широколистими лісами вкрита західна частина острова. На сході ліси представлені лише невеликими гаями. Поромна переправа між островом та Владивостоком здійснюється тричі за тиждень із заходом на сусідній острів Попова.

## Історія
Острів був досліджений в 1862–1863 роках експедицією підполковника корпусу флотських штурманів Василя Бабкіна. Тоді ж його і назвали на честь директора Гідрографічного департаменту Морського міністерства віце-адмірала Михайла Рейнеке. Ретельно вивчений 1885 року штабс-капітаном корпусу флотських штурманів А. А. Мальцевим.
Навесні 2009 року на острові сталася велика пожежа, був сильно пошкоджений унікальний ліс. Жителі селища змогли загасити полум'я лише за декілька десятків метрів від власних будинків.